# Saulepi
Saulepi est un village d'Estonie appartenant à la commune de Lääneranna, situé dans le comté de Pärnu. Avant la réforme administrative de 2017, il faisait partie de la commune de Varbla.

## Géographie
Le village s'étend sur 4,1 km2 sur la côte du golfe de Riga, à 150 km au sud-ouest de Tallinn. Il comprend également les îlots Kõrksaar et Rootsiklaid.

## Histoire
Le domaine de Saulepi a été créé en 1797 en le détachant de celui voisin de Vana-Varbla (Alt-Werpel). Le manoir principal en bois simple a été construit au milieu du XIXe siècle. C'est de nos jours une propriété privée.

## Démographie
En 2011, la population s'élevait à 7 habitants.